# Chris Dyson
Chris Dyson, född 24 februari 1978 i Poughkeepsie, New York, är en amerikansk racerförare. Han driver också stallet Dyson Racing, startat av fadern Rob Dyson.

## Racingkarriär

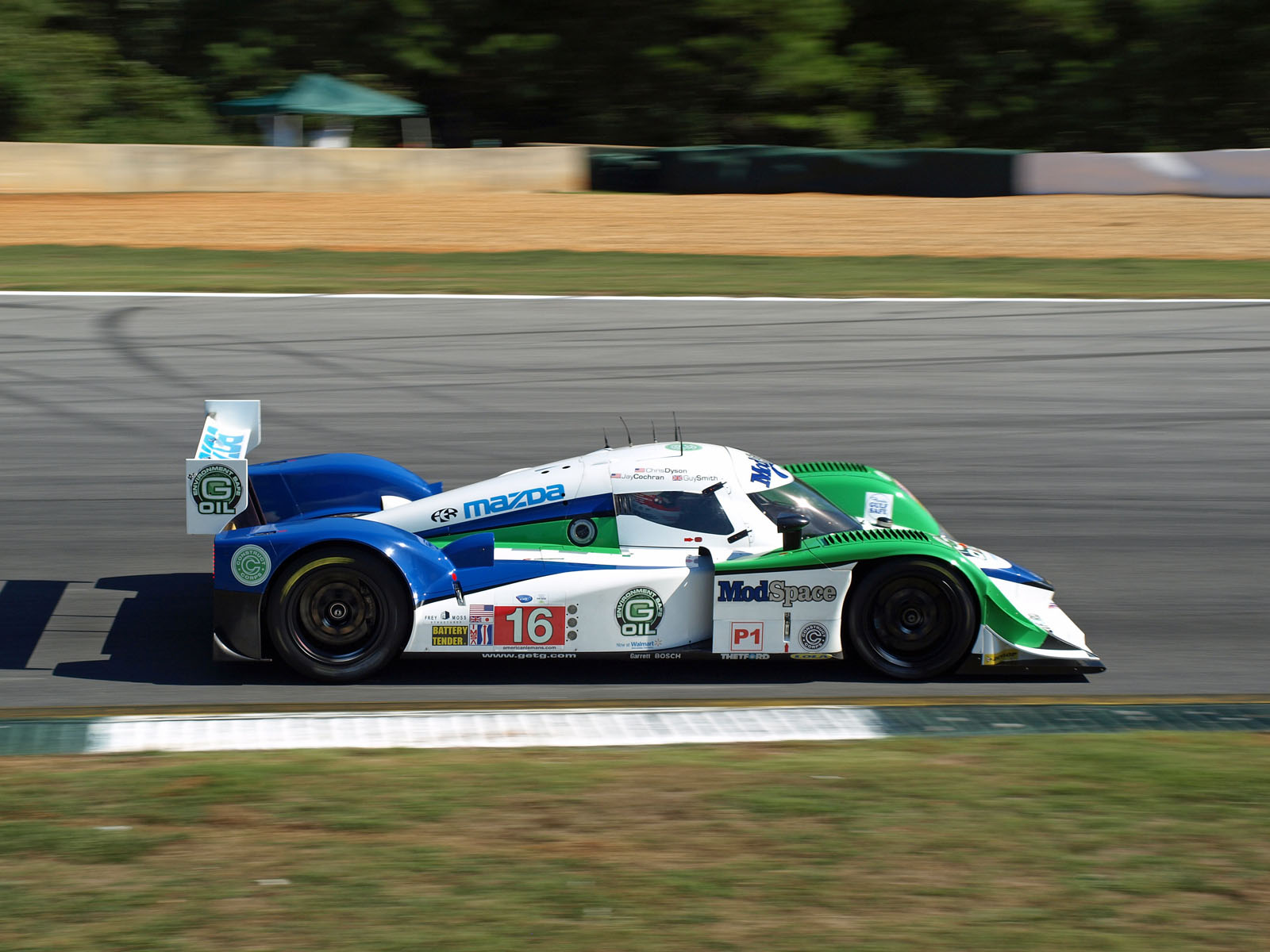
Chris Dysons Lola-Mazda vid Petit Le Mans 2011.

Dyson startade förarkarriären i Grand-Am 2001. Sedan 2003 har han tävlat i American Le Mans Series.